# ASECミモザ
ASECミモザ（フランス語: Amicale Sportive des Employés de Commerce Mimosas）は、コートジボワールの都市アビジャンを本拠地とするサッカークラブチーム。日本ではASECアビジャンと表記されることも多い。

## 概要
1948年に創立。コートジボワール・プレミア・ディビジョン優勝は最多の29回を数える。1998年にはCAFチャンピオンズリーグ優勝も果たしている。

## タイトル

### 国内タイトル
- コートジボワール・プレミア・ディビジョン：29回
  - 1963, 1970, 1972, 1973, 1974, 1975, 1980, 1990, 1991, 1992, 1993, 1994, 1995, 1997, 1998, 2000, 2001, 2002, 2003, 2004, 2005, 2006, 2009, 2010, 2017, 2018, 2021, 2022, 2023
- コートジボワール・カップ：22回
  - 1957, 1962, 1967, 1968, 1969, 1970, 1972, 1973, 1983, 1990, 1995, 1997, 1999, 2003, 2005, 2007, 2008, 2011, 2013, 2014, 2018, 2023
- フェリックス・ウフェ・ボワニ・カップ：16回
  - 1975, 1980, 1983, 1990, 1994, 1995, 1997, 1998, 1999, 2004, 2006, 2007, 2008, 2009, 2012, 2017

### 国際タイトル
- CAFチャンピオンズリーグ: 1回
  - 1998

- UFOAカップ: 1回
  - 1990

- CAFスーパーカップ: 1回
  - 1999

## 歴代監督
- フィリップ・トルシエ 1989-1992

## 歴代所属選手
- アリュナ・ダンダン 1995-2000
- ディディエ・ゾコラ 1999-2000
- バカリ・コネ 1999-2002, 2016-
- ボナベントゥル・カルー 1996-1997
- コロ・トゥーレ 1999-2002
- ヤヤ・トゥーレ 2000-2001
- エマニュエル・エブエ 2001-2002
- ディディエ・ヤ・コナン 2003-2006